# Villalpando
Villalpando è un comune spagnolo di 1 624 abitanti situato nella comunità autonoma di Castiglia e León.

## Storia

### Simboli
La corretta disposizione delle parole in latino che contornano lo scudo dovrebbe essere Ex tollerantia gloria ("Dalla tolleranza la gloria").